# Camaguán (Guárico)
Das Municipio Camaguán ist eines von 15 Municipios des Bundesstaats Guárico im Zentrum Venezuelas. Die Hauptstadt ist Camaguán. Andere Dörfer sind Uverito, gelegen am Fluss Guárico, und Puerto Miranda am Río Apure.

## Wirtschaft
Die Bevölkerung lebt vorwiegend von der Landwirtschaft und Viehzucht.

## Verwaltung
Der Bezirk setzt sich aus drei parroquias civiles zusammen: Camaguán, Puerto Miranda und Uverito.